# Sancler Graffit
Sancler Julio de Paula (Nascido em 10 de março de 1984) mais conhecido pelo nome de trabalho, Sancler Graffit  é um artista plástico brasileiro especializado em customização de tênis e automóveis  e pintura acrílica sobre tela . Radicado no Japão há 16 anos, é conhecido por sua arte de customizar tênis e pintura acrílica em telas. 

## Vida pessoal
Ele nasceu em Mogi-Mirim, interior de São Paulo, e mudou-se para o Japão em 2005.  Atualmente mora na cidade de Hamamatsu, localizada na província de Shizuoka. 
Sancler começou a desenhar com lápis e papel ainda na infância. Na tenra idade de 14, sua primeira exposição de arte foi realizada.  Ele se mudou para o Japão em 2005 e lá,abriu sua própria oficina depois de trabalhar em várias fábricas. Ele refinou sua habilidade em aerografia e começou a customizar tênis.  

## Trabalho
Sancler Graffit customizou os tênis para Casemiro, meio-campista do Real Madrid e da Seleção Brasileira , inspirado no jogo Counter Strike.  Ele apresentou o “God of War” com tênis personalizado para Deiveson Figueiredo no UFC 263 no Arizona: 'Um dos mais difíceis que já fiz', disse ele.   Além disso, ele personalizou pares de tênis para muitos jogadores internacionais como o ex-campeão do UFC Anderson Silva   , para o ex-jogador da NBA Muggsy Bogues , ex-jogador de basquete Charlotte Hornets , irmã do astro do futebol Neymar  , o skatista participante olímpico Yndiara Asp  , um ex-jogador de futebol do Fluminense Darío Conca   
Também há tênis personalizados para celebridades da indústria da moda, como o estilista Chris Lavish e o editor de moda da Vogue Magazine, Sr. Morty. Também para o comediante brasileiro Luiz França e a participante do reality show Tough Enough da WWE Mada Abdelhamid 
Ele foi destaque e entrevistado por veículos de notícias como Globo Esporte , TV Cultura, Revista Tatame, ESPN Brasil e iG  

## Exposições
Seja no tênis ou na pintura acrílica sobre telas, ele tem levado seu talento para exposições internacionais na Europa, nos museus de Tóquio e Osaka e em New York. “Fui o único do Japão escolhido para pintar minha arte em tênis ao vivo no evento”, diz ele. 
Em 2019, Sancler Graffit estreou no famoso evento "Sneakercon" em Osaka, Japão, personalizando tênis para seus fãs. Meses depois, além de em  tênis, lançou sua arte da pintura na renomada joalheria Trax, do ator Maksud Agadjani, em Nova York, cenário do filme indicado ao Oscar "Uncut Gems", onde foi convidado para uma exposição. 
Em junho de 2021, o paulista apresentou suas seis pinturas acrílicas sobre tela no Museu Metropolitano de Arte de Tóquio na 19ª edição da mostra Zen.  Ele foi o único brasileiro a participar lá.  Ele recebeu o Prêmio de Excelência do Consulado Geral Honorário da Grécia em Ashiya, Japão. Em agosto de 2021, ele exibiu seus tênis personalizados na Yokohama Civic Art Gallery.   Após o evento, Sancler Graffit foi nomeado Embaixador Internacional da Arte Zen. 

## Prêmios
- No dia 17 de outubro de 2021 Recebeu o Grande Prêmio da exposição Zen Ten Ar No MOMAS ( The Museum of Modern Art Saitama) Japão. [12]
- No dia 30 de Outubro de 2021 Recebeu o Prêmio de Melhor Artista Brasileiro no Mundo, no Palácio de Kensington Londres Inglaterra. [12]